# Yaft Abad
Yaft Abad é um bairro da cidade de Teerã/Teerão. Tem 2.500.000 habitantes e tem um hospital.